# グルコノキナーゼ
グルコノキナーゼ(Gluconokinase、EC 2.7.1.12)は、以下の化学反応を触媒する酵素である。
ATP + D-グルコン酸 {\displaystyle \rightleftharpoons } ADP + 6-ホスホ-D-グルコン酸
従って、この酵素の基質はATP、D-グルコン酸の2つ、生成物はADP、6-ホスホグルコン酸の2つである。
この酵素は転移酵素、特にアルコールを受容体とするホスホトランスフェラーゼに分類される。この酵素の系統名は、ATP:D-グルコン酸 6-ホスホトランスフェラーゼ(ATP:D-gluconate 6-phosphotransferase)である。この酵素は、ペントースリン酸経路に関与している。

## 構造
2007年末時点で、6つの構造が解明されている。蛋白質構造データバンクのコードは、1KNQ、1KO1、1KO4、1KO5、1KO8及び1KOFである。